# 法律擬制
擬制（英語：fiction），或称法律拟制（英語：legal fiction），係使法律能對生活關係有合理的規範，依據法律政策，將特定事實確定，而不考慮真實為何，在法條文字中，擬制以「視為」表示；由於擬制為法律政策上的一種擬定，並以立法手段將法律適用的價值判斷決定生活關係中的事實，故不容許舉反證加以推翻，此與推定不同。

## 外部連結
- 法律擬制